# Història de les guerres russo-turques
Les guerres russo-turques (o guerres otomano-russes) van ser una sèrie de dotze guerres lliurades entre l'Imperi Rus i l'Imperi Otomà entre els segles xvi i xx. Va ser una de les sèries més llargues de conflictes militars de la història europea. Excepte la Guerra de 1710–11 i la Guerra de Crimea, que sovint es tracta d’un fet independent, els conflictes van acabar desastrosament per a un Imperi Otomà en plena estagnació; al revés, van mostrar l'ascendència de Rússia com a potència europea després dels esforços de modernització de Pere el Gran a principis del segle xviii.
Durant aquestes guerres, l'Imperi Otomà es debilita gradualment i el seu territori es reduí gradualment a les zones costaneres de la mar Negra, en benefici de Rússia. L'esforç de la guerra i la derrota, va dur l'estat otomà a la decadència: es convertí en «el malalt d'Europa».

## Comença el conflicte (1568-1768)

### Abans de Pere el Gran
La primera Guerra russo-turca (1568-1570) es va produir després de la conquesta de Kazan i Astracan pel tsar rus Ivan el Terrible. El soldà otomà Selim II va intentar treure els russos del baix Volga enviant una expedició militar a Astracan el 1569. L'expedició turca va acabar en un desastre per a l'exèrcit otomà, que no va poder prendre Astracan i van morir gairebé tots a les estepes, mentre que la flota otomana va naufragar al mar d'Azov. El tractat de pau entre les dues parts va consolidar les conquestes de Rússia al Volga, però va permetre a l'Imperi Otomà obtenir una sèrie de beneficis comercials. Vassall otomà, el Kanat de Crimea va continuar la seva expansió contra el tsarat rus, però va ser derrotat en la batalla de Molodi el 1572.
El següent conflicte entre Rússia i Turquia va començar cent anys després com a part de la lluita pel territori d'Ucraïna. Mentre Rússia va conquerir la riba esquerra d’Ucraïna després de la Guerra russo-polonesa (1654-1667), l’Imperi Otomà en el transcurs de la Guerra poloneso-otomana (1672–1676) va estendre el seu domini a tota la riba dreta d’Ucraïna en suport del seu vassall, Petro Doroshenko (1665–1672). La política pro otomana d'aquest últim va causar descontentament entre molts cosacs ucraïnesos, que elegirien Ivan Samoilovich com a únic Hetman de tota Ucraïna el 1674. El 1676, les tropes russes van capturar Chigirin i van enderrocar Doroshenko, que estava exiliat a Rússia. El 1677, l'exèrcit otomà va intentar recuperar Chigirin, però va ser derrotat. El 1678, l'exèrcit otomà finalment va poder prendre Chigirin després d'un sagnant assalt. Però en això es va aturar l'expansió otomana cap al nord-est. El 1679–80, els russos van rebutjar els atacs dels tàtars de Crimea i van signar el tractat de Bakhchisarai el 13 de gener de 1681, que establiria la frontera russo-turca pel riu Dnieper.

### Pere el Gran i més enllà
Rússia es va unir a la Santa Lliga  Europea (Àustria, Polònia, Venècia) el 1686. Durant la guerra, l'exèrcit rus va organitzar les campanyes de Crimea del 1687 i el 1689 i les campanyes d'Azov (1695-96). A la llum dels preparatius de Rússia per a la guerra amb Suècia i altres països, amb la signatura del tractat de Karlowitz amb Turquia el 1699, el govern rus va signar el tractat de Constantinoble amb l'Imperi Otomà el 1700. Després dels resultats de la pau, Rússia va aconseguir annexionar-se Azov i accedir al mar d'Azov.

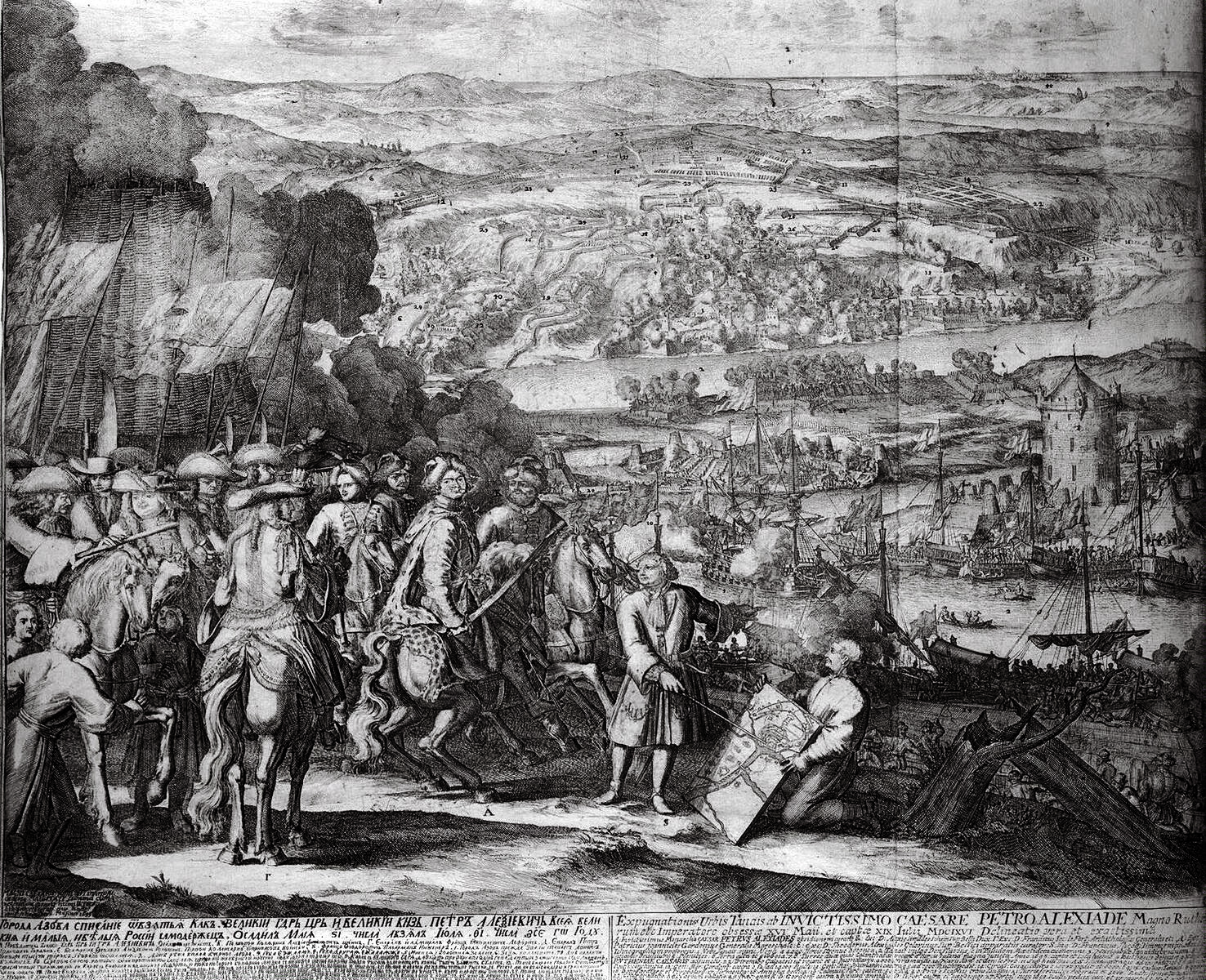
Captura d'Azov per les tropes de Pere el Gran el 1696

Després que els russos havien derrotat els suecs i els cosacs ucraïnesos pro imperi suec dirigits per Ivan Mazepa en la batalla de Poltava el 1709, Carles XII de Suècia va aconseguir convèncer el sultà otomà Ahmet III de declarar la guerra a Rússia el 20 de novembre de 1710. La campanya Prut de Pere el Gran va acabar sense èxit per a Rússia. L'exèrcit rus, dirigit pel tsar, estava envoltat d'un exèrcit turctàtar superior i es va veure obligat a acceptar unes condicions de pau desfavorables, segons les quals va retornar a l'Imperi Otomà Azov prèviament capturat.
A finals del segle xvii, la dinastia safàvida iraniana, veïna d'ambdós imperis i que havia estat un dels principals rivals de Turquia durant segles (segles XVI-XIX), havia entrat en forta decadència. Aprofitant la situació, Rússia i l'Imperi Otomà van conquerir franges del seu territori que comprenien el Daguestan, l'Azerbaidjan i el nord de l'Iran contemporanis, ocupat per Pere I en la guerra russo-persa (1722-1723); els otomans van prendre el territori cap a l'oest, que comprenia l'actual Armènia, parts de l'Anatòlia Oriental, així com l'Iran occidental. Els guanys per tots dos es van confirmar en el tractat de Constantinoble (1724). Durant uns anys, es van disputar entre ells un ampli territori del Caucas, cosa que provocava més friccions.
Rússia va aconseguir assegurar una situació internacional favorable signant tractats amb Pèrsia el 1732 i el 1735. Aquests van retornar tots els territoris iranians guanyats des del 1722 al nord i al sud del Caucas i al nord de l'Iran, i van evitar la guerra amb l'emergent líder de Pèrsia, Nàdir-Xah Afxar. Els tractats tenien altres aspectes diplomàticament favorables perquè van establir una aliança russoiraniana contra Turquia, ja que Pèrsia estava en guerra amb l'Imperi Otomà. Mentrestant, Rússia també donava suport a l’adhesió al tron polonès d'August III a la Guerra de Successió de Polònia (1733–35), sobre el candidat francès Estanislau I de Polònia. Àustria era l’aliat de Rússia des del 1726.
Rússia va entrar en una altra guerra amb l'Imperi Otomà el 1736, provocada per les incursions a Ucraïna per part dels tàtars de Crimea i la campanya militar del kan de Crimea al Caucas. El maig de 1736, l'exèrcit rus va llançar una invasió a la península de Crimea i va cremar la capital del Kanat de Crimea, Bakhtxissarai. El 19 de juny, l'exèrcit rus del Don sota el comandament del general Peter Lacy va capturar Azov. El juliol de 1737, l'exèrcit de Münnich va prendre per sorpresa la fortalesa otomana d'Otxàkiv. L'exèrcit de Lacy (ara amb 40.000 efectius) va marxar a Crimea el mateix mes, i causà diverses derrotes a l'exèrcit del kan de Crimea i capturà Belogorsk. Lacy i els seus soldats van haver d'abandonar Crimea, però per manca de subministraments.
Àustria va entrar en guerra contra Turquia el juliol de 1737, però va ser derrotada diverses vegades. A l'agost, Rússia, Àustria i Turquia van iniciar negociacions a Nemirov, que resultarien infructuoses. El 1738 no hi va haver operacions militars significatives. L'exèrcit rus va haver d'abandonar Otxàkiv i Kinburun a causa d'un brot de pesta. El 1739, l'exèrcit de Münnich va creuar el Dnièper, va derrotar l'Imperi Otomà a Stavuxany, i va ocupar la fortalesa de Khotín i Iași. No obstant això, Àustria va ser derrotada per l'Imperi Otomà una vegada més i va signar un tractat de pau separat el 21 d'agost. Això, unit a la imminent amenaça d'invasió sueca, va obligar Rússia a signar el tractat de Belgrad amb Turquia el 18 de setembre, que posava fi a la guerra.

## Decadència de l'Imperi Otomà (1789-1914)

### Caterina la Gran
Després d'un incident fronterer a Balta, el sultà Mustafà III va declarar la guerra a Rússia el 25 de setembre de 1768. Els turcs van formar una aliança amb les forces d'oposició poloneses de la Confederació de Bar, mentre que Rússia va rebre el suport de Gran Bretanya, que va oferir assessors navals a la marina russa.

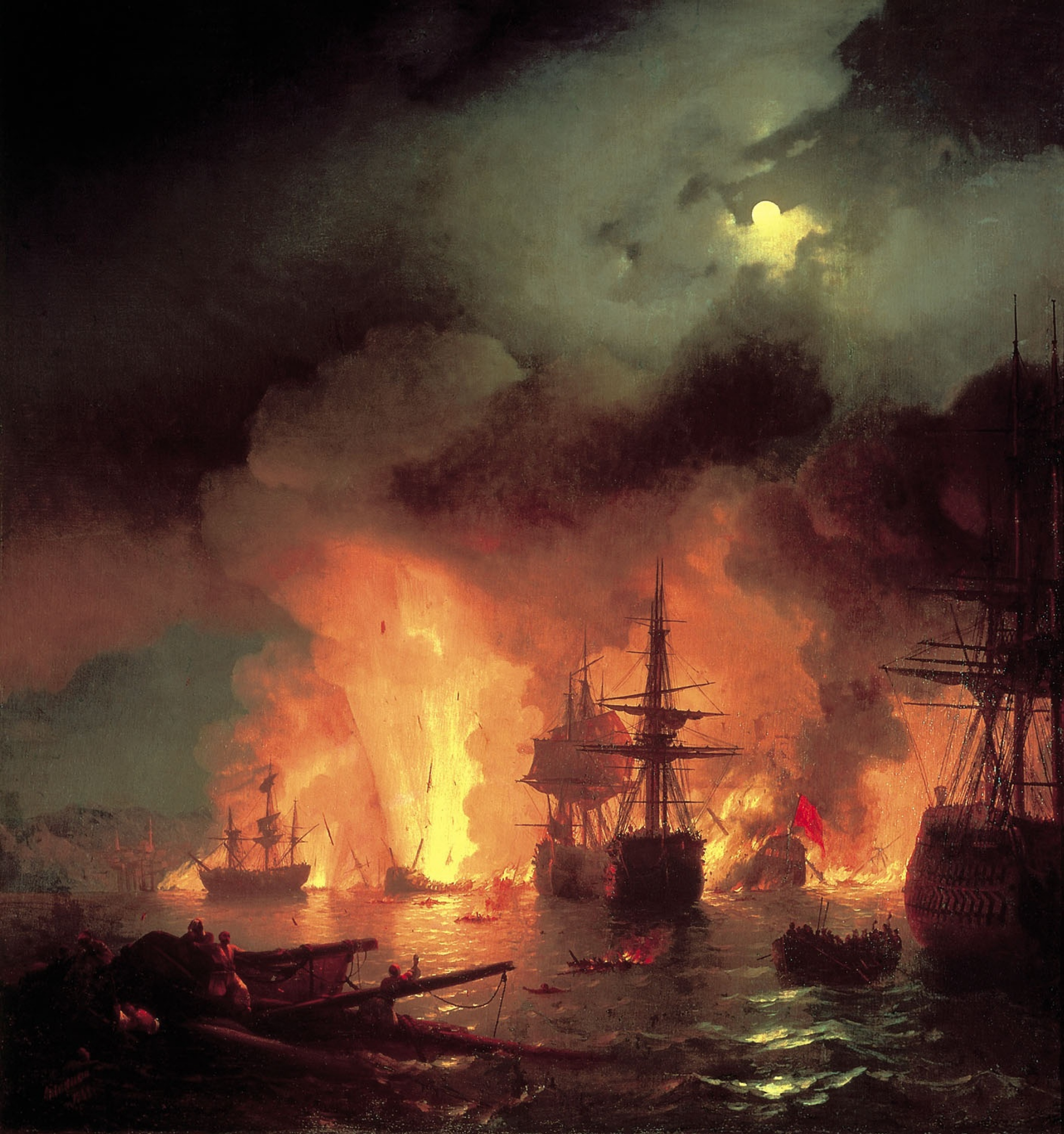
La destrucció de la flota otomana a la batalla de Çeşme

L'oposició polonesa fou derrotada per Aleksandr Suvórov, que va ser traslladat al teatre d'operacions otomà, on el 1773 i el 1774 guanyà diverses batalles menors i importants després dels grans èxits anteriors del mariscal de camp rus Pyotr Rumyantsev a Larga i Kagul.
Les operacions navals de la flota russa del Bàltic al Mediterrani van obtenir victòries sota el comandament d'Aleksei Orlov. El 1771, Egipte i Síria es van rebel·lar contra el domini otomà, mentre que la flota russa va destruir totalment la Marina otomana a la batalla de Çeşme.
El 21 de juliol de 1774, l'Imperi Otomà va signar el tractat de Küčük Kaynardja, que va atorgar formalment la independència al Kanat de Crimea, però en realitat va passar a dependre de Rússia. Rússia en va rebre 4,5 milions de rubles i dos ports marítims clau que permeten l'accés directe al mar Negre.
El 1783 Rússia es va annexionar el Kanat de Crimea. El mateix any, Rússia va establir el seu protectorat sobre Geòrgia oriental segons el tractat de Gueórguievsk. El 1787, l'emperadriu Caterina II va fer un viatge triomfal per Crimea, acompanyada de representants de corts estrangeres i del seu aliat, l'emperador Josep II del Sacre Imperi romanogermànic. Aquests esdeveniments i la fricció causada per les queixes mútues per infraccions del tractat de Küçük Kaynarca, que havia tancat la guerra anterior, van provocar l'opinió pública a Istanbul i l'ambaixador britànic va donar el seu suport al partit de guerra.
El 1787 els otomans van exigir a Rússia que abandonés Crimea. Rússia va declarar la guerra, però els preparatius otomans eren inadequats i el moment era mal escollit, ara que Rússia i Àustria estaven en aliança, fet que va sortir a la llum només després que els esdeveniments ja estiguessin en marxa. Els turcs van expulsar els austríacs de Mehadia i van endur-se el Banat (1789); però a Moldàvia el mariscal de camp Pyotr Rumyantsev va capturar Iași i Khotín. Els generals otomans eren incompetents i l'exèrcit estava amotinat; les expedicions per a l'alleujament de Bender i Bílhorod-Dnistrovski van fracassar, Belgrad va ser presa pels austríacs. L'exèrcit rus sota el comandament d'Aleksandr Suvórov va derrotar els turcs en la batalla de Rymnik i va capturar Izmail. La caiguda d'Anapa va completar la sèrie de desastres otomans. La flota russa del Mar Negre, creada pocs anys després, sota el comandament de l'almirall Ushakov, va infligir una sèrie de derrotes a la flota turca i es va apoderar de la iniciativa al Mar Negre.
El soldà Selim III estava ansiós de restablir el prestigi del seu estat amb una victòria abans de fer la pau, però la condició de les seves tropes va fer que aquesta esperança fos inexistent. Turquia va signar un pacte d'assistència amb Prússia el 31 de gener de 1790, però no va rebre cap ajut durant la guerra. En conseqüència, el tractat de Jassy es va signar amb Rússia el 9 de gener de 1792, pel qual Crimea i Otxàkiv eren deixats a Rússia, el Dniester es convertia en la frontera a Europa i la frontera asiàtica es mantenia inalterada.

### Conflictes alseglexix
Gábor Ágoston atribueix la decadència del poder otomà en relació amb Rússia als geníssers reaccionaris:
Malgrat tots aquests tractats i esforços de modernització, els geníssers i els seus aliats van aconseguir fer descarrilar els militars d’estil occidental del sultà Selim III. No va ser fins a la dècada de 1830 que es van poder iniciar reformes fonamentals amb Mahmud II, que va destruir els geníssers el 1826, un segle i un quart després de la liquidació de Strel'tsy per Pere el Gran.
El 1806, l'Imperi Otomà incitat per la França napoleònica va iniciar una nova guerra. La llarga guerra de sis anys per a Rússia va tenir lloc en paral·lel a la Guerra russo-persa, la Guerra russo-sueca i la Guerra de la quarta coalició. Malgrat això, en la decisiva campanya de 1811, l'exèrcit rus de Kutuzov va derrotar l'exèrcit otomà al Danubi, cosa que va permetre concloure un tractat de pau beneficiós per a Rússia, segons el qual Rússia obtindria Bessaràbia.
L'Imperi Otomà havia mantingut la paritat militar amb Rússia fins a la segona meitat del segle xviii, però cap a la dècada de 1820 els exèrcits otomans no van poder sufocar la Guerra d'Independència grega al sud de Grècia. Les grans potències europees van decidir intervenir i ajudar Grècia amb la seva independència. Després de la batalla de Navarino i la guerra russo-turca (1828–29), en què l'exèrcit rus va creuar els Balcans per primera vegada i va prendre Adrianòpolis, Turquia va reconèixer la independència de Grècia i la transició de la costa del Mar Negre del Caucas a Rússia. Així, Grècia es va convertir en el primer país independent creat a partir d'una secció de l'Imperi Otomà. Les aspiracions de l'Imperi rus per una secció de l'imperi i bases al flanc sud de Rússia van provocar temors britànics sobre la dominació naval del Mediterrani i el control de la ruta terrestre cap al subcontinent indi.

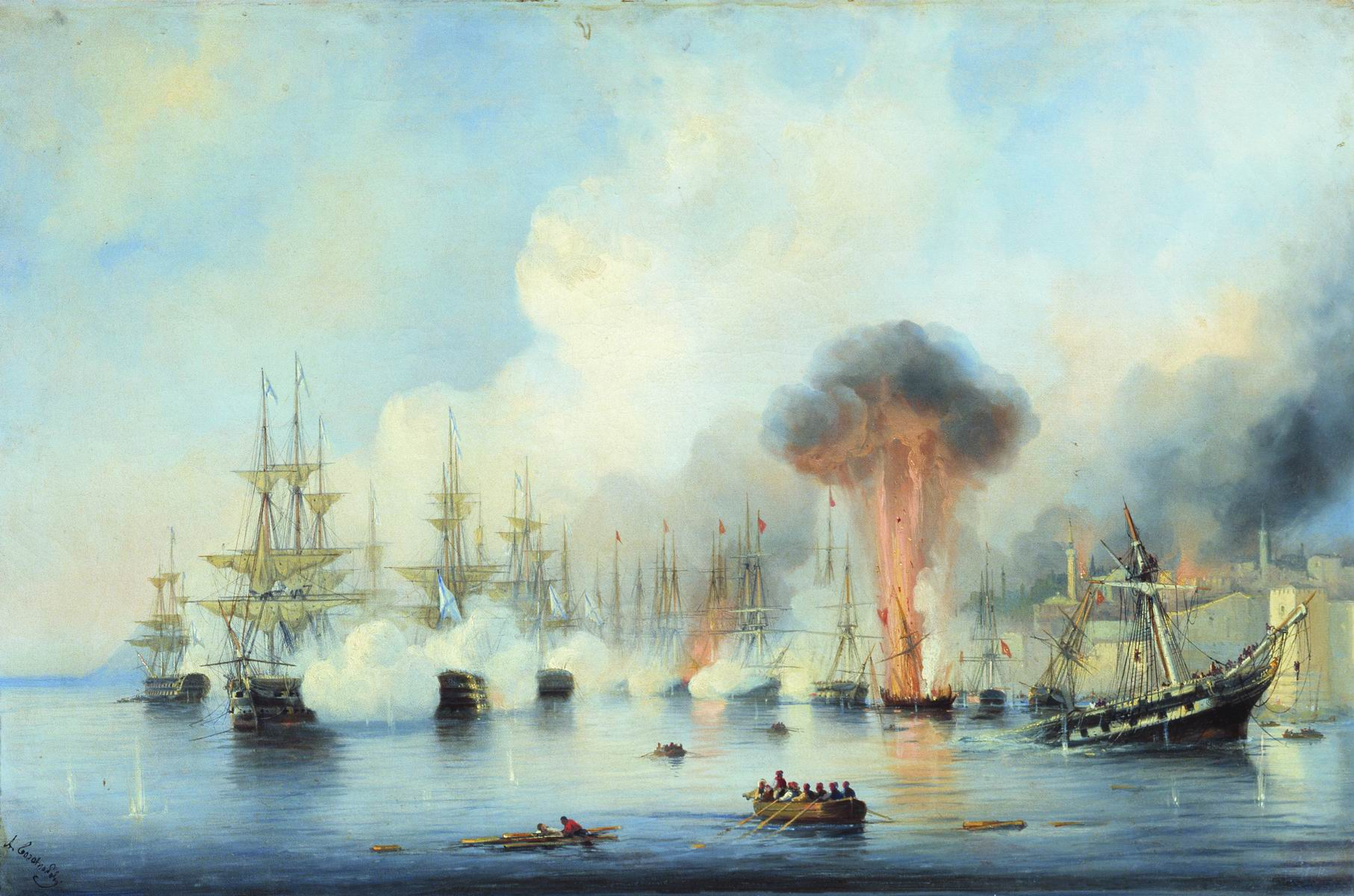
La destrucció de la flota otomana a la batalla naval de Sinope

Quan el 1853 Rússia va destruir tota la flota otomana a Sinope, Gran Bretanya i França van concloure que la intervenció armada per part dels otomans era l’única manera d’aturar una expansió russa massiva. Tot i que els otomans i els russos estaven en bàndols oposats, les arrels de la següent Guerra de Crimea estaven en la rivalitat entre els britànics i els russos. La guerra va acabar desfavorablement per als russos, amb el tractat de París (1856) del 1856.
La guerra va provocar una baixada de la moral otomana i una sensació d’impotència, il·lustrant que la tecnologia moderna i l’armament superior eren la part més important d’un exèrcit modern, una part que li faltava molt a l'Imperi Otomà. Mentre lluitaven al costat dels britànics, francesos i fins i tot els piemontesos, els otomans van poder veure fins a quin punt havien quedat enrere. Les coses van començar a canviar després de la Guerra de Crimea.
Un d'aquests canvis va sorgir quan els europeus van començar a veure oportunitats comercials al país i els diners que entraven pel comerç augmentaven dràsticament. El govern també va rebre una gran quantitat de diners extra d'un sistema tributari uniforme amb poca corrupció. El sultà va aconseguir tenir un control més estret sobre els beis provincials i va augmentar el tribut que havien de pagar. Tanmateix, Abdülâziz, el sultà de l'època, va utilitzar gran part d'aquests diners per moblar i crear grans palaus per rivalitzar amb els grans d'Anglaterra i França, que havia visitat. L’imperi estava en procés de revolució i en tota Anatòlia apareixia un nou nacionalisme otomà. Semblava com si fos possible que l’imperi canviés la seva decadència.

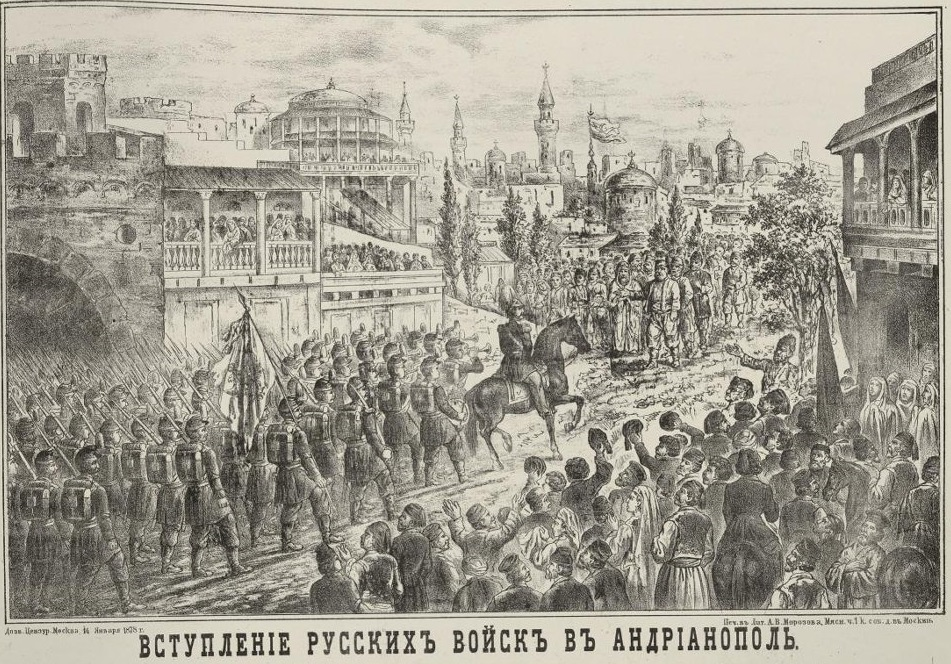
Tropes russes entrant a Edirne

El col·lapse monetari i governamental combinat amb una nova amenaça per part de Rússia va iniciar les etapes finals del col·lapse de l'imperi. Rússia havia estat obligada per la Guerra de Crimea a renunciar a les seves ambicions de conquerir la capital otomana de Constantinoble i prendre el control del Bòsfor. En lloc d'això, va decidir centrar-se a guanyar poder als Balcans. La població de gran part dels Balcans era eslava, igual que els russos. També van seguir principalment l'Església ortodoxa oriental, igual que els russos. Quan nous moviments a Rússia, com el dels eslavòfils, van començar a entrar a la zona, es va tornar agitat i propens a la revolució. Quan el govern de Constantinoble va intentar iniciar mesures per evitar un col·lapse econòmic en tot l'imperi, va provocar una revolta a Hercegovina el 1875. La revolta a Hercegovina es va estendre ràpidament a Bòsnia i després a Bulgària. Aviat els exèrcits serbis també van entrar en guerra contra els turcs. Aquestes revoltes van ser la primera prova dels nous exèrcits otomans. Tot i que no estaven a l'altura de les normes europees occidentals, l'exèrcit va lluitar de manera efectiva i brutal; durant la guerra, els otomans van dur a terme la massacre de Batak el 1876. Januarius MacGahan, periodista del New York Herald i del London Daily News, va escriure sobre els terribles esdeveniments després de la seva visita a Batak amb Eugene Schuyler. Segons la majoria de les fonts, al voltant de 5.000 persones van ser massacrades només a Batak. El nombre total de víctimes a l'aixecament d'abril segons la majoria de les estimacions al voltant de 15.000, que es recolza en l'informe d'Eugene Schuyler, publicat al Daily News, segons el qual almenys 15.000 persones van morir durant la insurrecció d'abril a més de ser enterrats 36 pobles de tres districtes. Segons Donald Quataert, prop de 1.000 musulmans van ser assassinats per cristians búlgars i, en conseqüència, 3.700 cristians van ser assassinats pels musulmans.
Aviat les rebel·lions dels Balcans començaven a vacil·lar. A Europa, es van omplir papers amb informes de soldats otomans que van matar milers d'eslaus. Fins i tot a Gran Bretanya, William Ewart Gladstone va publicar el seu relat sobre les atrocitats otomanes en els seus Horrors búlgars i la qüestió de l'est. Així, una nova Guerra russo-turca havia començat. Tot i lluitar millor que mai, els exèrcits otomans avançats encara no eren iguals a les forces russes. Aquesta vegada no hi va haver ajuda de l'estranger; en realitat, moltes nacions europees van donar suport a Rússia, sempre que no s'acostés massa a Istanbul. Deu mesos i mig després, quan la guerra havia acabat, s'havia conclòs l'època de la dominació otomana sobre els Balcans. Als Balcans, l'exèrcit rus, després d'haver creuat el Danubi, va capturar el pas de Shipka. L'exèrcit turc d'Osman Pasha, després d'una tossuda lluita, es va rendir a Plevna. Després d'això, l'exèrcit rus va creuar els Balcans, va derrotar les tropes turques restants i va arribar a prop de Constantinoble. Al Caucas, l'exèrcit turc va frenar l'ofensiva russa, però després de la derrota a Aladzha, es va retirar a Erzurum, després de la qual els russos van prendre Kars. Al mar Negre, la flota otomana tenia un avantatge colossal, ja que la flota russa no es va recuperar després de la guerra de Crimea. Malgrat això, les hostilitats al mar Negre en aquesta guerra no van ser importants.

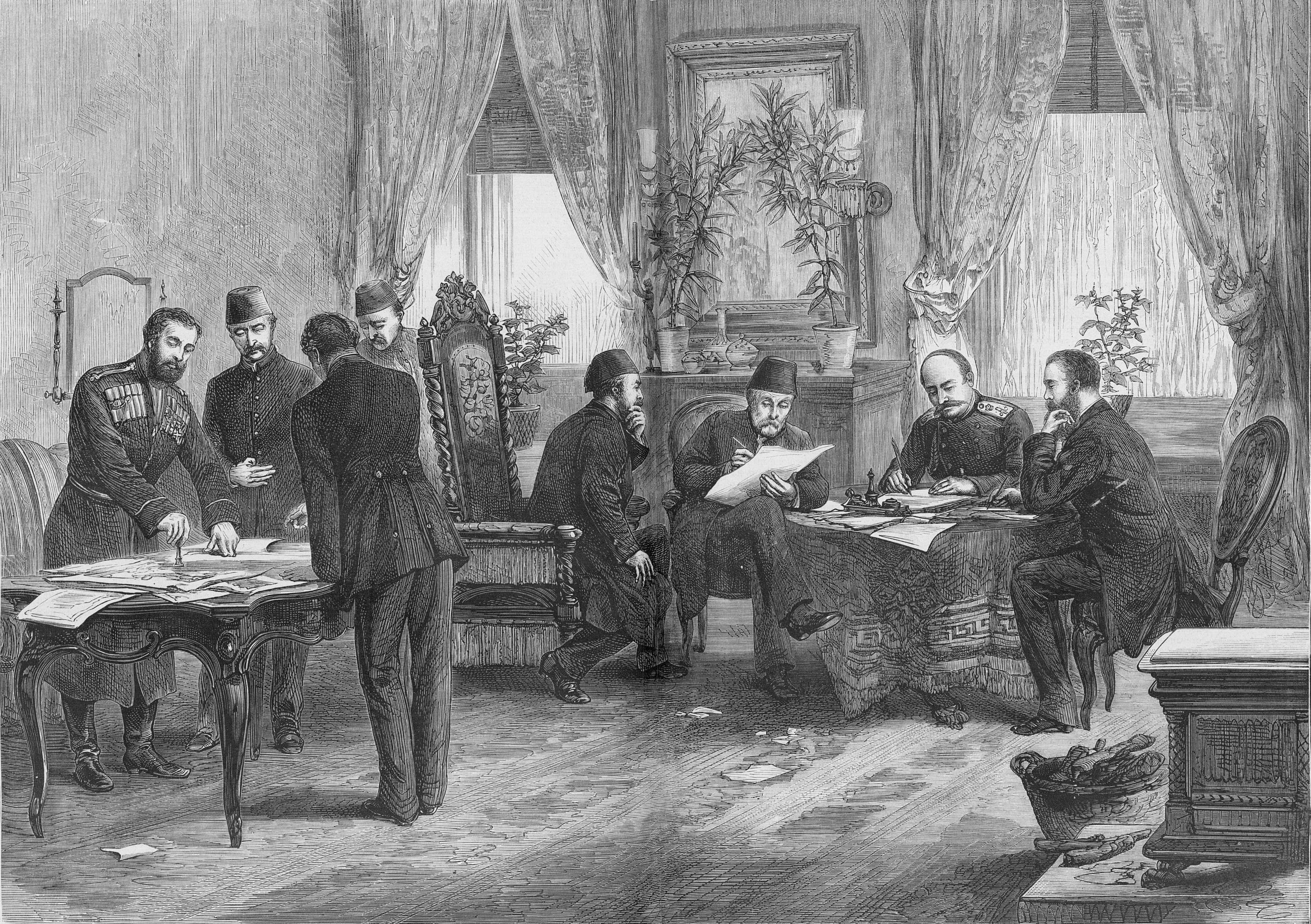
Negociacions per a l'Acord de San Stefano

Com a resposta a la proximitat russa a l'estret, els britànics, contra els desitjos del sultà, van intervenir en la guerra. Un gran grup de treball que representava la supremacia naval britànica va entrar a l'estret de Màrmara i va ancorar tant a la vista del palau reial com de l'exèrcit rus. És possible que els britànics haguessin salvat l'Imperi Otomà una vegada més, però van acabar les relacions de color rosa entre les dues potències que havien perdurat des de la Guerra de Crimea. Veient la perspectiva d'una entrada britànica a la guerra, els russos van decidir resoldre la disputa. El tractat de San Stefano va donar a Romania i Montenegro la seva independència; Sèrbia i Rússia van rebre un territori extra, a Àustria se li va donar el control sobre Bòsnia i a Bulgària se li va donar una autonomia gairebé completa. L'esperança del sultà era que les altres grans potències s'oposessin a una resolució tan unilateral i se celebrés una conferència per revisar-la. El seu desig es va fer realitat i el 1878 es va celebrar el Congrés de Berlín en què Alemanya va prometre ser un "intermediari honest" en la revisió del tractat. Al nou tractat es va reduir el territori búlgar i es van cancel·lar les indemnitzacions bèl·liques. La conferència també va tornar a fer mal a les relacions anglootomanes en donar als britànics l'illa de Xipre. Mentre estava molest amb primer ministre del Regne Unit Benjamin Disraeli, el sultà no tenia res més que elogis a Otto von Bismarck, que va forçar moltes de les principals concessions a Rússia. Aquestes relacions germanootomanes estretes persistiran fins al final dels dos imperis.
L'expansió russa en aquest segle es va desenvolupar amb el tema principal de donar suport a la independència de les antigues províncies otomanes i després sotmetre tots els pobles eslaus dels Balcans a Bulgària o utilitzar els armenis a l'est. A finals de segle des de la perspectiva russa: es va aconseguir Romania, Sèrbia i Montenegro i l'autonomia de Bulgària. Això va alarmar les grans potències. Després del Congrés de Berlín es va controlar l'expansió russa aturant l'expansió de Bulgària. El poble rus va considerar al final del Congrés de Berlín que milers de soldats russos havien mort per res.

### Els Balcans

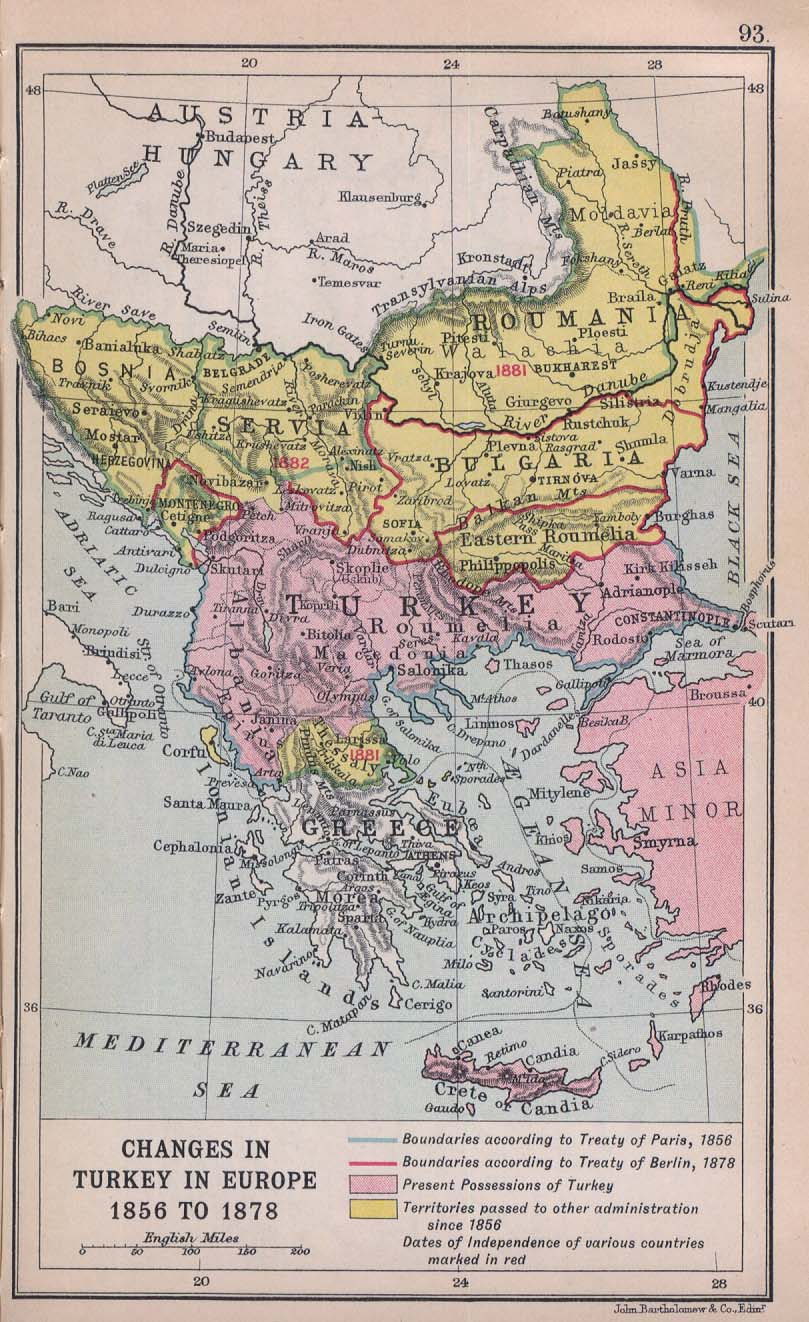
Pèrdues otomanes en groc als Balcans després de la Guerra russo-turca (1877-1878), de l’Atles literari i històric d'Europa de JG Bartholomew, 1912

Hi va haver dos moviments principals pel costat oest. El primer es va dur a terme mentre els otomans estaven tractant la insurrecció grega (vegeu Guerra d'independència de Grècia). La Guerra d'independència dels grecs va fer que les forces russes avancessin a Bulgària abans que els turcs demanessin la pau. El tractat d'Adrianòpolis (1829) (Edirne) resultant el 14 de setembre de 1829 va donar a Rússia la major part de la riba oriental de la mar Negra i la desembocadura del Danubi.
El segon moviment independentista va succeir durant els aixecaments (vegeu Bòsnia i Hercegovina: segles XIX-XX i Guerra d'Independència de Romania). El juliol de 1875 es va iniciar una revolta contra el domini otomà a Herzegovina. Els búlgars van organitzar la Revolta d'abril, que va durar d'abril a maig de 1876.
Sèrbia va assolir l'autonomia i es va permetre a Rússia ocupar Moldàvia i Valàquia (garantint la seva prosperitat i la plena "llibertat de comerç") fins que Turquia va pagar una gran indemnització. Les revoltes van generar una oportunitat per a Rússia (el príncep Gorxakov) i Àustria-Hongria (Gyula Andrássy), que van fer l'acord secret de Reichstadt el 8 de juliol, per dividir la península balcànica en funció del resultat.
Durant la Guerra russo-turca de 1877–1878, el febrer de 1878 l'exèrcit rus gairebé havia arribat a la capital otomana, però, espantats que la ciutat pogués caure, els britànics van enviar una flota de cuirassats per intimidar Rússia d'entrar-hi. Sota la pressió de la flota britànica per negociar el resultat de la guerra, Rússia va acordar un acord en virtut del tractat de San Stefano el 3 de març, pel qual l'Imperi Otomà reconeixia la independència de les seves antigues províncies de Romania, Sèrbia i Montenegro i l'autonomia de Bulgària. El Congrés de Berlín també va permetre que Àustria ocupés Bòsnia i Hercegovina i que Gran Bretanya es fes amb Xipre.

### El Caucas
Durant la revolta grega, l'Imperi rus va arribar a les fronteres otomanes al Caucas, que es trobaven al sud-oest de la regió, així com al nord-est d'Anatòlia. Segons els termes del tractat d'Adrianòpolis (1829), l'Imperi Otomà va reconèixer la sobirania russa sobre Geòrgia occidental, que anteriorment estava sota sobirania otomana, i va reconèixer la dominació russa de l'actual Armènia, que havia estat conquerida un any abans (1828) pels russos de Qajar a través del tractat de Turkmantxai. Després de la Guerra de 1877-78, Rússia també va rebre Kars i Ardahan.

## Fi del conflicte (1914–23)

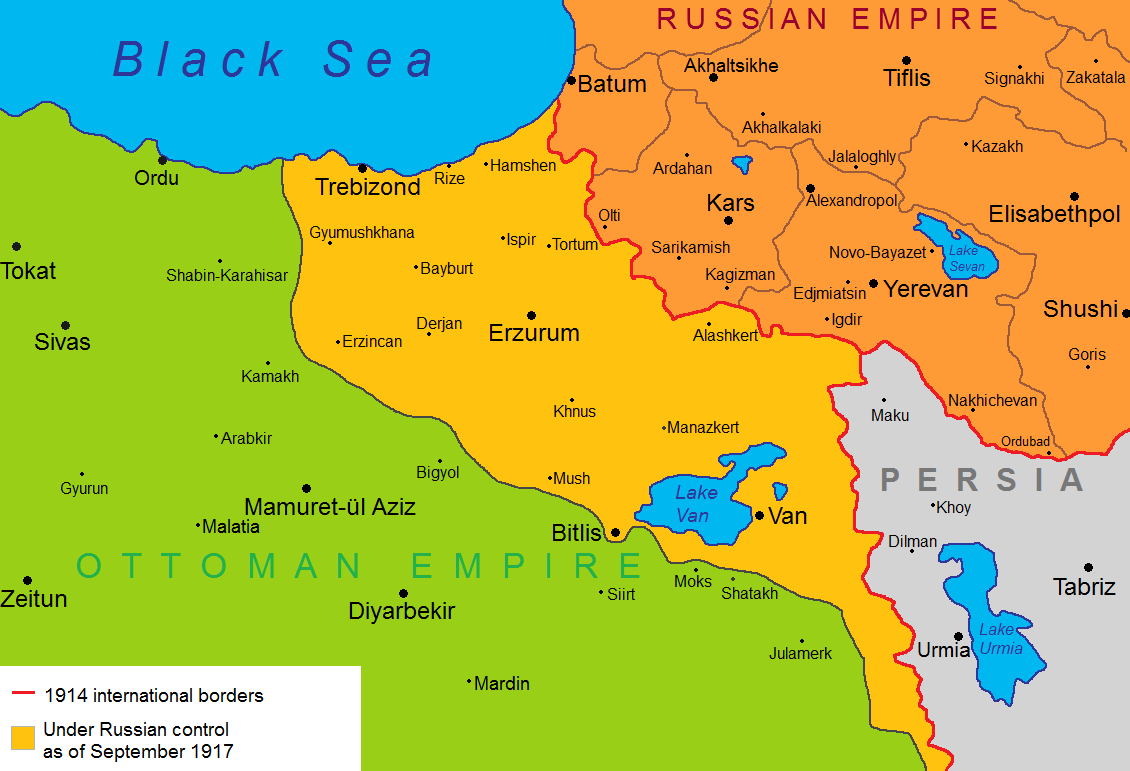
La zona d’ocupació russa d'aquesta regió a l'estiu de 1916

Durant els primers mesos de la Primera Guerra mundial, Kars va ser un objectiu militar clau per a l'exèrcit otomà. Ismaïl Enver, que va empènyer l'Imperi Otomà a la Primera Guerra mundial, necessitava una victòria contra els russos per defensar la seva posició. Va aplegar un exèrcit a la frontera oriental. L'exèrcit va ser derrotat sota el comandament d'Enver en la batalla de Sarighamish el 2 de gener de 1915 contra Nikolai Iudénitx. Aquesta derrota es va deure més al clima hivernal i a la mala planificació, atès el fet que els russos realment es preparaven per evacuar Kars. Amb la pèrdua de l'exèrcit oriental, les defenses otomanes es van esfondrar amb altres petites batalles i l'exèrcit rus va aconseguir avançar fins a l'oest fins a Erzincan. L'exèrcit otomà va patir la següent derrota forta en la batalla d'Erzurum el 1916, després de la qual l'exèrcit rus va capturar tota l'Armènia occidental. Després de la campanya de 1916, el front es va mantenir estable fins a la Revolució Russa.
El col·lapse de l'exèrcit rus després de la revolució de 1917 només va deixar unitats armènies poc esteses per resistir l'inevitable contraatac otomà. Abans de la fi de la Primera Guerra mundial, el 1918, l'exèrcit otomà es va reformar amb el que quedava de la branca de l'Orient Mitjà i va intentar construir una línia entre tot el que semblés quedar-se a la seva frontera est. La recentment declarada Primera República d'Armènia va capturar Kars l'abril de 1918, que finalment va ser retornada per la futura administració soviètica. Aquell mateix any, al març, es va establir la comuna de Bakú a la República Democràtica de l'Azerbaidjan. La comuna es va convertir més tard en la Dictadura de la Càspia Central, al seu torn conquerida per l'Exèrcit Islàmic del Caucas, després poc després per la Triple Entesa i finalment pels bolxevics. La derrota en altres fronts va provocar que l'Imperi Otomà es rendís i retirés forces. Tant la república armènia com l'àzeri van acabar formant part de la Unió Soviètica el 1920. La frontera sovieticoturca es va establir en virtut del tractat de Moscou (1921).

## Llista de conflictes
|    | Nom | Data      | Resultat |
| -- | --- | --------- | --- |
| 1  | Primera guerra russo-turca                                                                                | 1568-1570 | Victòria militar russa |
| 2  | Segona guerra russo-turca                                                                                 | 1676–1681 | Contestat Tractat de Bakhchisarai |
| 3  | Tercera guerra russo-turca (subconjunt de la Gran Guerra turca)                                           | 1686-1700 | Victòria dels Habsburg, polonès-lituà, rus i venecià Tractat de Karlowitz i tractat de Constantinoble: Rússia aconsegueix la possessió d'Azov i les fortaleses de Taganrog, Pavlovsk i Mius |
| 4  | Quarta guerra russo-turca (subconjunt de la Gran Guerra del Nord)                                         | 1710–1711 | Victòria otomana Tractat del Prut i tractat d'Adrianopoli (1713): Rússia cedeix Azov a l'Imperi Otomà i enderroca les fortaleses de Taganrog, Kodak, Novobogoroditskaya i Kamenny Zaton Rússia accepta deixar de ficar-se en els assumptes de la Confederació de Polònia i Lituània |
| 5  | Cinquena guerra russo-turca (també coneguda com la Guerra austro-russa-turca)                             | 1735–1739 | Tractat de Belgrad: els Habsburg van cedir el Regne de Sèrbia amb Belgrad, la part meridional del Banat de Temeswar i el nord de Bòsnia als otomans i el Banat de Craiova (Oltènia), guanyat pel tractat de Passarowitz el 1718, a Valàquia, i va fixar la línia de demarcació als rius Sava i Danubi Tractat de Niš (3 d'octubre de 1739): Rússia renuncia a reclamacions territorials a Moldàvia i a Bessaràbia otomanes; els otomans permeten la construcció del port comercial rus desmilitaritzat a Azov |
| 6  | Sisena guerra russo-turca                                                                                 | 1768–1774 | Victòria russa :744:205–214 Tractat de Küčük Kaynardja: l'Imperi Otomà cedeix Kertx, Jeni-Kale, Kabardino-Balkària i part de Yedisan a Rússia; El Kanat de Crimea es converteix en un estat client rus |
| 7  | Setena guerra russo-turca                                                                                 | 1787–1792 | Victòria russa :745 :393–426 Tractat de Jassy: Rússia annexiona Ozi, els otomans reconeixen l'annexió russa del Kanat de Crimea |
| 8  | Vuitena guerra russo-turca                                                                                | 1806–1812 | Victòria russa Tractat de Bucarest (1812): Rússia annexiona Bessaràbia |
| 9  | Novena Guerra Russo-Turca                                                                                 | 1828–1829 | Victòria russa Tractat d'Adrianòpolis (1829): Rússia ocupa els principats danubians, independència grega de l'Imperi Otomà |
| 10 | Guerra de Crimea                                                                                          | 1853–1856 | Victòria otomana, britànica, francesa i piemontesa Tractat de París (1856): desmilitarització mútua de la mar Negra, Rússia cedeix Moldàvia i reconeix la sobirania otomana de jure sobre els principats danubians |
| 11 | Desena guerra russo-turca                                                                                 | 1877–1878 | Victòria russa i aliada Independència de jure de Romania, Sèrbia i Montenegro i independència de facto de Bulgària de l'Imperi Otomà Territori de l'òblast de Kars i l'òblast de Batum cedits a Rússia |
| 12 | Primera Guerra Mundial: - Campanya del Caucas - Accions del XV Cos al Front Oriental - Campanya de Pèrsia | 1914–1918 | Victòria alemanya, austrohongaresa i otomana Tractat de Brest-Litovsk Tractat de Kars: el territori rus guanyat el 1878 es va retirar a l'Imperi Otomà |